# روبرتو باندارا
روبرتو باندارا (انگلیسی: Roberto Gándara؛ زادهٔ ۱۶ آوریل ۱۹۹۰) بازیکن فوتبال اهل اسپانیا است.